# Tadahiro Nomura
Tadahiro Nomura –en japonés, 野村 忠宏, Nomura Tadahiro– (Kōryō, 10 de diciembre de 1974) es un deportista japonés que compitió en judo.
Participó en tres Juegos Olímpicos de Verano entre los años 1996 y 2004, obteniendo tres medallas de oro. Ganó dos medallas en el Campeonato Mundial de Judo en los años 1997 y 2003.

## Palmarés internacional
| Juegos Olímpicos   | Juegos Olímpicos         | Juegos Olímpicos  | Juegos Olímpicos |
| Año                | Lugar                    | Medalla           | Categoría        |
| ------------------ | ------------------------ | ----------------- | ---------------- |
| 1996               | Atlanta (Estados Unidos) | Medalla de oro    | –60 kg           |
| 2000               | Sídney (Australia)       | Medalla de oro    | –60 kg           |
| 2004               | Atenas (Grecia)          | Medalla de oro    | –60 kg           |
| Campeonato Mundial |                          |                   |                  |
| Año                | Lugar                    | Medalla           | Categoría        |
| 1997               | París (Francia)          | Medalla de oro    | –60 kg           |
| 2003               | Osaka (Japón)            | Medalla de bronce | –60 kg           |